# Howard M. Snapp
Howard Malcolm Snapp (* 27. September 1855 in Joliet, Illinois; † 14. August 1938 ebenda) war ein US-amerikanischer Politiker. Zwischen 1903 und 1911 vertrat er den Bundesstaat Illinois im US-Repräsentantenhaus.

## Werdegang
Howard Snapp war der Sohn des Kongressabgeordneten Henry Snapp (1822–1895). Er besuchte die Eastern Avenue School und studierte danach zwischen 1872 und 1875 an der Forest University in Chicago. Nach einem anschließenden Jurastudium und seiner 1878 erfolgten Zulassung als Rechtsanwalt begann er in Globe im späteren Bundesstaat Arizona in diesem Beruf zu arbeiten. Bald darauf kehrte er nach Joliet zurück, wo er ebenfalls als Anwalt praktizierte. Zwischen 1884 und 1903 übte er die Funktion des Master in Chancery im Will County aus. Gleichzeitig schlug er als Mitglied der Republikanischen Partei eine politische Laufbahn ein. Im Jahr 1893 wurde er deren Bezirksvorsitzender im Will County. In den Jahren 1896 und 1908 war er Delegierter zu den jeweiligen Republican National Conventions, auf denen William McKinley bzw. William Howard Taft als Präsidentschaftskandidaten nominiert wurden.
Bei den Kongresswahlen des Jahres 1902 wurde Snapp im elften Wahlbezirk von Illinois in das US-Repräsentantenhaus in Washington, D.C. gewählt, wo er am 4. März 1903 die Nachfolge von Walter Reeves antrat. Nach drei Wiederwahlen konnte er bis zum 3. März 1911 vier Legislaturperioden im Kongress absolvieren. Im Jahr 1910 verzichtete Howard Snapp auf eine erneute Kongresskandidatur. Nach dem Ende seiner Zeit im US-Repräsentantenhaus arbeitete er wieder als Jurist in Joliet, wo er am 14. August 1938 starb.